# Kirchenkreis Osnabrück
Der Kirchenkreis Osnabrück ist einer der 48 Kirchenkreise innerhalb der Evangelisch-lutherischen Landeskirche Hannovers. Er gehört zum Sprengel Osnabrück. Zum Kirchenkreis Osnabrück gehören 17 Kirchengemeinden. Der Verwaltungssitz befindet sich in der Innenstadt Osnabrücks. Superintendent ist seit 2016 Joachim Jeska.

## Geografie
Der Kirchenkreis liegt im Osnabrücker Land im Südwesten Niedersachsens. Er umfasst den überwiegenden Teil der Stadt Osnabrück und die angrenzenden Gemeinden Belm, Hasbergen und Wallenhorst, die zum Landkreis Osnabrück gehören. Er grenzt im Westen an den westfälischen Kirchenkreis Tecklenburg und ist ansonsten von den Kirchenkreisen Bramsche und Melle-Georgsmarienhütte umgeben. Die drei Kirchenkreise unterhalten gemeinsam das Kirchenamt Osnabrück-Stadt und -Land an der Meller Landstraße 55 in Osnabrück-Voxtrup.

## Geschichte
Der 2. Februar 1543 ist für die Historie der lutherischen Kirche in Osnabrück ein zentrales Datum. An jenem Marienfeiertag nämlich predigte Hermann Bonnus (1504–1548), der aus Quakenbrück stammende Lübecker Stadtsuperintendent, ein Schüler Martin Luthers, in der St.-Marien-Kirche in evangelischer Weise und spendete auch das heilige Abendmahl unter beiderlei Gestalt, also mit Brot und Wein. Dasselbe wiederholte sich am 5. Februar 1543 in St. Katharinen. Bonnus verfasste im Nachgang die erste lutherische Kirchenordnung für Osnabrück, und die lutherische Kirche nahm Gestalt an. Erster Superintendent wurde der Bielefelder Johannes Pollius (1490–1562), der Prediger an St. Katharinen war und zwischenzeitlich dem Grafen von Tecklenburg bei der Einführung der Reformation behilflich gewesen war.
Der Westfälische Frieden (1648) am Ende des Dreißigjährigen Krieges und die Capitulatio perpetua Osnabrugensis (1652) klärten und fixierten die konfessionellen Verhältnisse im Osnabrücker Hochstift. Osnabrück selbst erhielt den Status einer bikonfessionellen Stadt: Die beiden Stadtkirchen St. Marien und St. Katharinen blieben lutherisch, katholisch hingegen Dom und das Stift St. Johann. Rat und Stadtverwaltung lagen in protestantischer Hand, denn katholische Bürger konnten bis 1833 nicht in den Rat gewählt werden. Im Hochstift regierten fortan bis zum Ende des Alten Reiches abwechselnd katholische und lutherische Bischöfe. Letztere stammten jeweils aus dem welfischen Haus Braunschweig-Lüneburg. Der erste lutherische Bischof des Hochstifts Osnabrück, Ernst August I. (amt. 1662–1698), ließ bis 1673 im Nordwesten der Neustadt ein neues Bischofsschloss errichten, das sich jedoch nicht zur Residenz entwickelte und seit 1729 ungenutzt blieb. Nach den Bestimmungen des Reichsdeputationshauptschlusses von 1803 wurde das Hochstift als Fürstentum Osnabrück Teil des Kurfürstentums Braunschweig-Lüneburg (Hannover), gleichzeitig wurde das Bistum aufgehoben. Von der Reformationszeit bis 1885 bestand ein eigenes Ev.-luth. Konsistorium der Stadt Osnabrück, das für die beiden Stadtgemeinden St. Marien und St. Katharinen zuständig war. Seit 1954 hat die Landessuperintendentur (seit 2020 Büro des Regionalbischofs) des gleichnamigen Sprengels ihren Sitz in Osnabrück.
Zum 1. Januar 2009 erfolgte die erste Gemeindefusion im Kirchenkreis Osnabrück: Die zuvor eigenständigen Kirchengemeinden Margareten, Melanchthon, Lukas und Luther schlossen sich zur neuen Südstadt-Kirchengemeinde zusammen.
Zum 1. Januar 2013 kamen die Kirchengemeinden Belm, Vehrte, Gretesch-Lüstringen und Hasbergen aus dem Kirchenkreis Georgsmarienhütte zum Kirchenkreis Osnabrück.
Zum 1. Januar 2015 fusionierten die Kirchengemeinden Markus und Stephanus zur Nordwestgemeinde.
Zum 1. Januar 2024 fusionierten die Kirchengemeinden Martin und Bonnus zur Emmausgemeinde, die Kirchengemeinden Matthäus und Thomas bildeten die Gesamtkirchengemeinde An der Nette und die Kirchengemeinden Petrus und Jakobus bildeten die Apostel-Gesamtkirchengemeinde.

## Kirchen und Gemeinden
| Bild                                      | Kirche               | Ort                    | Kirchengemeinde | Jahr der Kirchweihe      | Bemerkungen                                    |
| ----------------------------------------- | -------------------- | ---------------------- | --------------- | ------------------------ | ---------------------------------------------- |
| Andreaskirche in Wallenhorst-Hollage      | Andreaskirche        | Wallenhorst-Hollage    | Andreas         | 1975                     |                                                |
| Bonnuskirche in Osnabrück-Weststadt       | Bonnuskirche         | Osnabrück-Weststadt    | Emmaus          | 1964                     |                                                |
| Jakobuskirche in Osnabrück-Schinkel-Ost   | Jakobuskirche        | Osnabrück-Schinkel-Ost | Apostel         | 1968                     |                                                |
| Markuskirche in Osnabrück-Westerberg      | Markuskirche         | Osnabrück-Westerberg   | Nordwest        | 1958                     |                                                |
| Martinskirche in Osnabrück-Hellern        | Martinskirche        | Osnabrück-Hellern      | Emmaus          | 1955                     |                                                |
| Matthäuskirche in Osnabrück-Sonnenhügel   | Matthäuskirche       | Osnabrück-Sonnenhügel  | An der Nette    | 1960                     |                                                |
| Paul-Gerhardt-Kirche in Osnabrück-Haste   | Paul-Gerhardt-Kirche | Osnabrück-Haste        | Paul-Gerhardt   | 1952                     |                                                |
| Pauluskirche in Osnabrück-Schinkel        | Pauluskirche         | Osnabrück-Schinkel     | Paulus          | 1929                     |                                                |
| Katharinenkirche in Osnabrück             | St. Katharinen       | Osnabrück-Innenstadt   | St. Katharinen  | errichtet ab 1300        | Vorgängerkirche 1248 erstmals erwähnt          |
| Marienkirche in Osnabrück                 | St. Marien           | Osnabrück-Innenstadt   | St. Marien      | errichtet ab dem 13. Jh. | Vorgängerkirche 1177 erstmals erwähnt          |
| Michaeliskirche in Osnabrück-Eversburg    | St. Michaelis        | Osnabrück-Eversburg    | St. Michaelis   | 1909                     |                                                |
| Stephanuskirche in Osnabrück-Atter        | Stephanuskirche      | Osnabrück-Atter        | Nordwest        | 1965                     |                                                |
| Lukaskirche in Osnabrück-Schölerberg      | Lukaskirche          | Osnabrück-Schölerberg  | Südstadt        | 1965                     |                                                |
| Lutherkirche in Osnabrück-Schölerberg     | Lutherkirche         | Osnabrück-Schölerberg  | Südstadt        | 1909                     |                                                |
| Margarethenkirche in Osnabrück-Voxtrup    | Margaretenkirche     | Osnabrück-Voxtrup      | Südstadt        | 1963                     |                                                |
| Melanchthonkirche in Osnabrück-Kalkhügel  | Melanchthonkirche    | Osnabrück-Kalkhügel    | Südstadt        | 1963                     | Seit 1. Februar 2015 geschlossen und entwidmet |
| Thomaskirche in Osnabrück-Dodesheide      | Thomaskirche         | Osnabrück-Dodesheide   | An der Nette    | 2001                     |                                                |
| Timotheuskirche in Osnabrück-Widukindland | Timotheuskirche      | Osnabrück-Widukindland | Timotheus       | 1959                     |                                                |
|                                           | Christuskirche       | Belm                   | Belm            | 1819                     |                                                |
| Johanneskirche in Belm-Vehrte             | Johanneskirche       | Belm-Vehrte            | Vehrte          | 1965                     |                                                |
| Petruskirche in Osnabrück-Lüstringen      | Petruskirche         | Osnabrück-Lüstringen   | Apostel         | 1957                     |                                                |
| Christuskirche in Hasbergen bei Osnabrück | Christuskirche       | Hasbergen              | Hasbergen       | 1901                     |                                                |

## Superintendenten

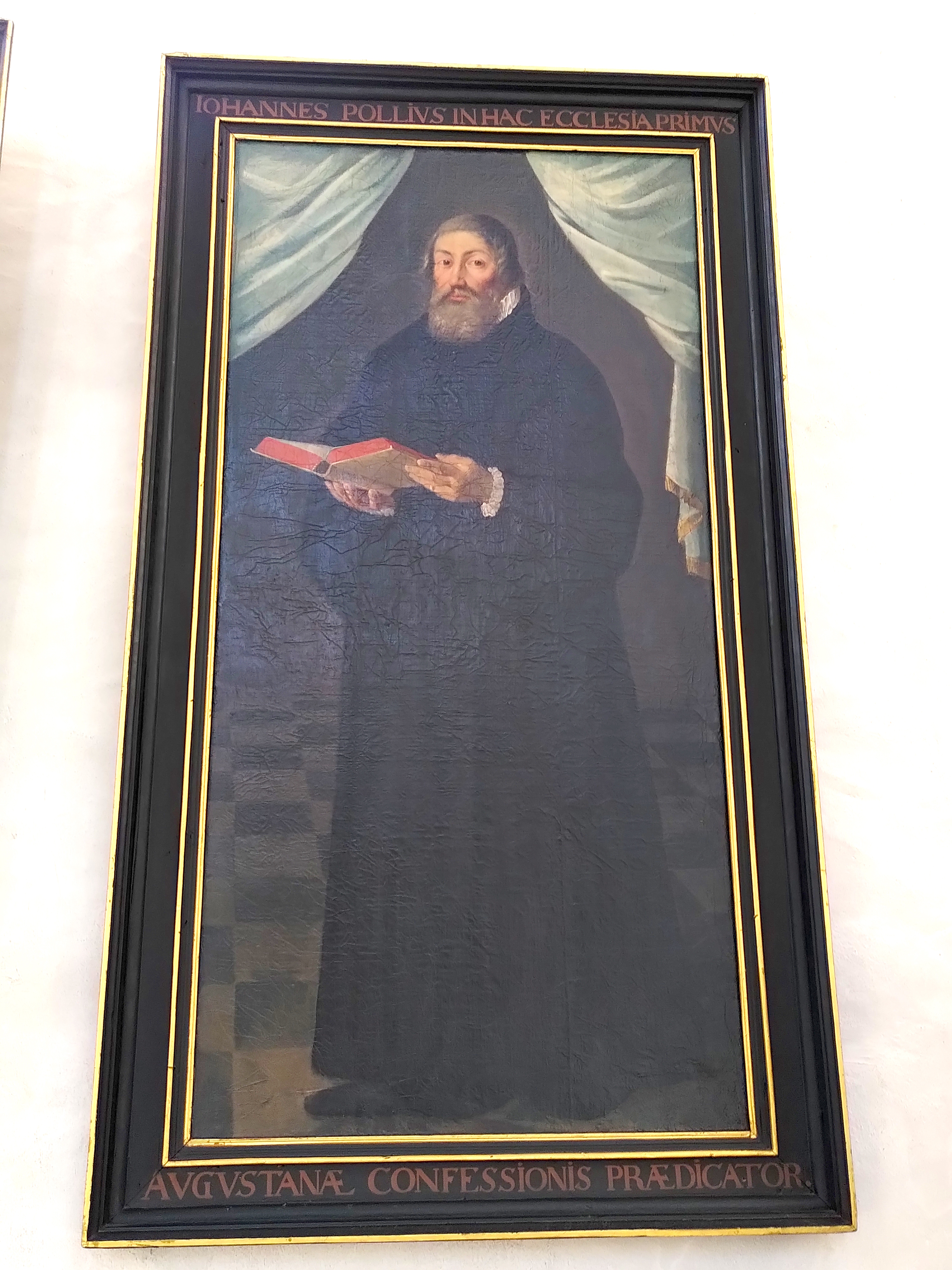
Johannes Pollius, der erste Superintendent (Gemälde aus dem Jahr 1646 in der St. Katharinen-Kirche), Inschrift: IOHANNES POLLIVS ECCLESIA PRIMVS AVGVSTANAE CONFESSIONIS PRAEDICATOR

Seit der Reformation bekleidete immer einer der Pastoren von St. Katharinen (gesamt 14) oder St. Marien (gesamt 17) das Amt eines Stadtsuperintendenten, erst seit 2016 ist der Osnabrücker Superintendent nicht mehr Pastor einer Kirchengemeinde, sondern hat eine Kirchenkreispfarrstelle. Die Ernennung erfolgte von Beginn an durch den Magistrat der Stadt, ab 1896 durch das Landeskirchenregiment, später Landeskirchenamt. In jüngster Zeit wird der Superintendent durch den Kirchenkreistag (seit dem 1. Januar 2020 Kirchenkreissynode) in Osnabrück gewählt. Im Sommer 2023 beschloss der Kirchenkreisvorstand, dass die Predigtstelle des Superintendenten zu St. Katharinen wechselt, wo auch der Kirchenkreis-Kantor tätig ist. Damit ist St. Katharinen seit dem 1. Juli 2023 die Hauptpredigtkirche des Kirchenkreises.
| von   | bis  | Name                                                            |
| ----- | ---- | --------------------------------------------------------------- |
| 1543  | 1548 | Johannes Pollius                                                |
| 1548  | 1552 | unbesetzt wegen Rücknahme der Reformation                       |
| 1552  | 1562 | Johannes Pollius                                                |
| 1562  | 1566 | Christian Sleibing                                              |
| [...] |      |                                                                 |
| 1795  | 1830 | Christoph Carl Mertens                                          |
| 1830  | 1843 | Christoph Wilhelm Iden                                          |
| 1848  | 1876 | Georg Gruner                                                    |
| 1876  | 1895 | Bernhard Spiegel (wurde vom Landeskonsistorium nicht anerkannt) |
| 1896  | 1904 | Friedrich Bartels                                               |
| 1905  | 1921 | Balduin Weidner                                                 |
| 1921  | 1938 | Ernst Rolffs                                                    |
| 1940  | 1947 | Wilhelm Büning                                                  |
| 1948  | 1963 | Heinrich Grimm                                                  |
| 1963  | 1971 | Hans Wenschkewitz                                               |
| 1972  | 1979 | Eckhard Pfannkuche                                              |
| 1979  | 1993 | Joachim Maßner                                                  |
| 1993  | 2008 | Hans Hermann Hammersen                                          |
| 2009  | 2015 | Friedemann Pannen                                               |
| 2016  |      | Joachim Jeska                                                   |